# Meine Frau, die Filmschauspielerin
Meine Frau, die Filmschauspielerin is een Duitse filmkomedie uit 1919 onder regie van Ernst Lubitsch. De film is wellicht zoekgeraakt.

## Verhaal
De filmster Ossi speelt een rol in een Alpenfilm. De film wordt op locatie gedraaid in Tirol. Daar ontstaan er problemen met de plaatselijke bevolking. Ossi ontmoet intussen baron Erich von Schwindt, die de grote stad is ontvlucht om eenvoudige boerenmeisjes te leren kennen.

## Rolverdeling
| Acteur          | Personage                |
| --------------- | ------------------------ |
| Ossi Oswalda    | Ossi                     |
| Victor Janson   | Lachmann                 |
| Hanns Kräly     | Dramaturg                |
| Paul Biensfeldt | Dramaturg                |
| Julius Dewald   | Baron Erich von Schwindt |
| Max Kronert     | Hotelportier Wastel      |